# پاشن
پاشن (به لهستانی:  Paszyn) یک روستا در لهستان است که در گمینا خومیتس واقع شده‌است. پاشن ۲٬۰۷۰ نفر جمعیت دارد.